# Przysadki odwłokowe

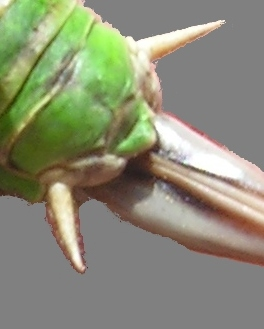
Wątlik charłaj – przysadki odwłokowe

Przysadki odwłokowe (cerci, l.poj. cercus) przydatki odwłokowe, szczecinki odwłokowe – przysadki jedenastego segmentu (pierścienia) odwłokowego owadów, zawiązujące się po stronie brzusznej (wentralnej), a następnie przemieszczające się na stronę grzbietową (dorsalną), gdzie leżą w błonie między epiproktem a paraproktem, tuż za dziesiątym pierścieniem. Przysadki odwłokowe mogą wtórnie przesuwać się na dziesiąty segment przy jednoczesnej redukcji jedenastego.
Przysadki odwłokowe u owadów są długie, cienkie, członowane (np. u szczeciogonków) lub jednoczłonowe (ważki, prostoskrzydłe, termity, niektóre widłogonki). Przydatki odwłokowe to głównie narządy zmysłu dotyku i słuchu, u jętek tworzą wraz z wicią końcową aparat pomocniczy w locie spadochronowym, natomiast u skorków są wykształcone w postaci ruchliwych szczypiec. U niektórych larw ważek (Zygoptera) przekształcają się w płatowate skrzelotchawki. W zasadzie przysadki odwłokowe nie występują u owadów z przeobrażeniem zupełnym, jakkolwiek u ich larw mogą być dobrze rozwinięte (np. chrząszcze Adephaga).